# Чоколадни брауни
Чоколадни брауни, или једноставно брауни, је чоколадни колач. Брауни долазе у различитим облицима и могу бити мекани или слатки, у зависности од њихове густине. Брауни често, али не увек, има сјајну "кожу" на својој горњој кори. Они такође могу укључивати орашасте плодове, глазуру, чоколадне комадиће или друге састојке. Варијација направљена са смеђим шећером и ванилом, а не са чоколадом у тесту, назива се блонди. Брауни је развијен у Сједињеним Државама крајем 19. века и тамо популаризован током прве половине 20. века.
Брауни се обично једу ручно или уз прибор, а могу бити праћени чашом млека, сервиран са сладоледом преливени шлагом или шећером у праху. У Северној Америци су уобичајене домаће посластице, а такође су популарне у ресторанима, сладоледарницама и кафићима.

## Историја
Једна легенда о стварању колачића је она о Берти Палмер, истакнутој чикашкој друштвеној особи чији је муж био власник хотела Palmer House.  1893. Палмер је замолила посластичара за десерт прикладан за даме које присуствују Светској колумбијској изложби у Чикагу. Захтевала је десерт који би био мањи од комада торте и који би се лако јео са ручкова у кутијама.  Резултат је био Palmer House брауни, направљен од чоколаде са орасима и глазуром од кајсије. Palmer House у Чикагу и даље служи овај десерт купцима направљеним по истом рецепту.  Име је десерту дато нешто после 1893., али га тада нису користиле кувари или часописи. 
Прва позната штампана употреба речи брауни за описивање десерта појавила се у верзији Кувара Бостонске школе кувања Фани Фармер из 1896., у односу на колаче од меласе печене појединачно у лименим калупима.  Међутим, Фармерина верзија није садржала чоколаду. 
До 1907., брауни је био добро успостављен у препознатљивом облику, појавивши се у Lowney's Cook Book Марије Вилет Хаурд  као адаптација рецепта Бостонске школе кувања. Додала је додатно јаје и додатниу коцкицу чоколаде, стварајући богатији десерт. Чини се да назив „Бангор брауни“ потиче из града Бангор у држави Мејн, за који се у апокрифној причи каже да је био родни град домаћице која је креирала оригинални рецепт за колаче.  Едукатор о храни из Мејна и колумниста Милдред Браун Шрумпф била је главна заговорница теорије да су брауни измишљени у Бангору. Док је Оксфордски водич о америчкој храни и пићу (2007) оповргао Шрумпфову премису да су брауни креирале „домаћице из Бангора“, наводећи објављивање рецепта за колаче у кувару Фани Фармер из 1905.  у њеном другом издању, Оксфордска енциклопедија хране и пића у Америци (2013) саопштила је да је открила доказе да подржи Шрумпфову тврдњу, у виду неколико кувара из 1904. које су укључивале рецепт за „Бангор брауни“. 

2021. новинар за науку о храни и јутјубер кућне кухиње Адам Рагусеа спровео је серију експеримената како би открио зашто модерни брауни имају тенденцију да формирају пожељно сјајну „кожу“ на својој горњој кори. У видео снимку који извештава о својим налазима, Рагусеа је тврдио да је „кожа“ резултат прављења теста високог вискозитета, са ниским нивоом влаге и шећера добро раствореног у смеши. 